# Silwanos Petros Isa Al-Nemeh
Silwanos Petros Isa Al-Nemeh – duchowny Syryjskiego Kościoła Ortodoksyjnego, od 1999 arcybiskup Himsu i Hamy. Święcenia kapłańskie przyjął w 1982. Sakrę otrzymał 12 grudnia 1999 roku.
Zmarł 7 grudnia 2020 w wyniku guza mózgu.